# ألفرد هان
ألفرد هان (بالإنجليزية: Alfred Hahn)‏ هو مهندس معماري أمريكي، ولد في 1890، وتوفي في 1964.